# Барате (Торино)
Барате је насеље у Италији у округу Торино, региону Пијемонт.
Према процени из 2011. у насељу је живело 1918 становника. Насеље се налази на надморској висини од 403 м.